# Mladenovac
Mladenovac (izvirno srbsko Младеновац) je naselje v Srbiji, ki je središče istoimenske občine; slednja pa je del Mesta Beograd.